# NGC 494
NGC 494 je spirální galaxie v souhvězdí Ryb. Její zdánlivá jasnost je 13,0m a úhlová velikost 2,0′ × 0,8′. Je vzdálená 251 milionů světelných let, průměr má 145 000 světelných let. Galaxii objevil 22. listopadu 1827 John Herschel.

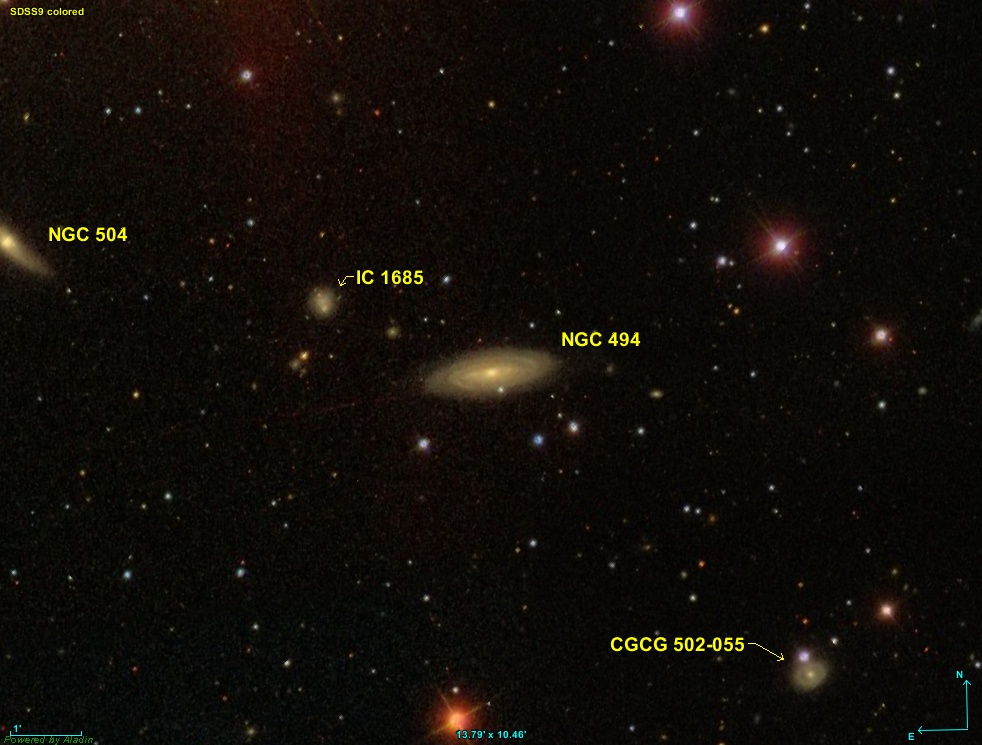
NGC 494 s NGC 504 a IC 1685 (SDSS)
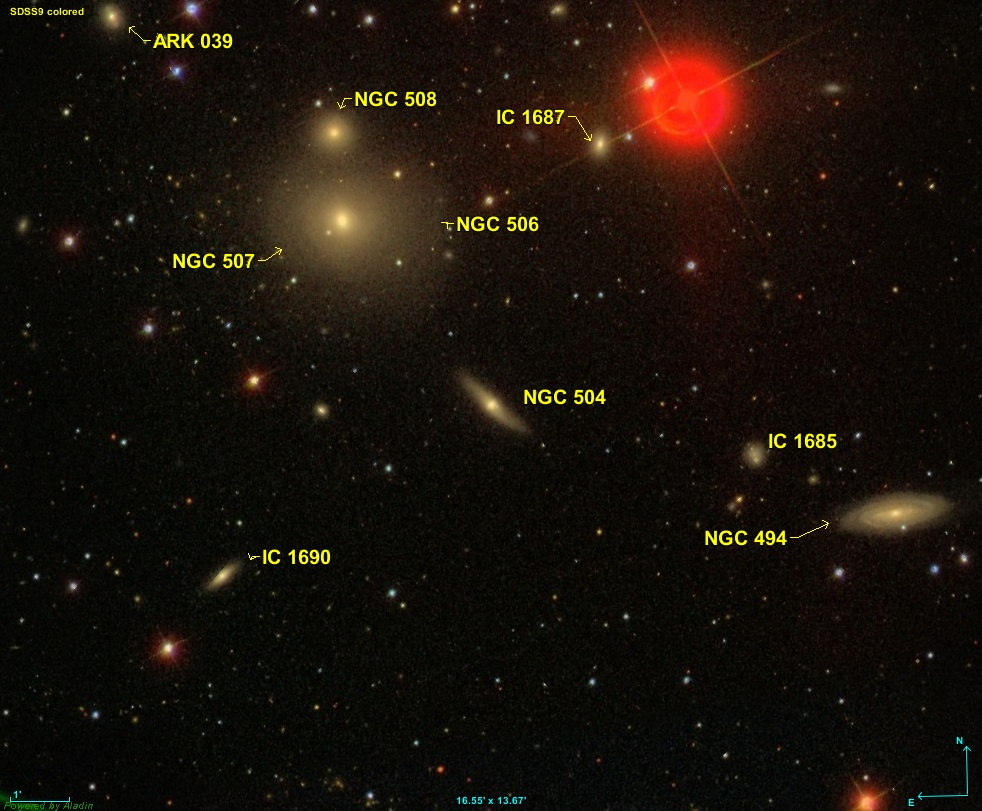
NGC 494 s IC 1685, IC 1687, NGC 504, NGC 507, NGC 508, IC 1690, IC 1685 (SDSS)